# Sin: Создатели монстров
Sin: Создатели монстров (англ. Sin: The Movie) — односерийная OVA, созданная Phoenix Entertainment в 2000 году. Аниме было снято по мотивам игры SiN компании Ritual Entertainment.

## Сюжет
10 лет назад, в 2027 году, город Фрипорт был на грани краха. Малоэффективные и недоукомплектованные силы полиции проигрывали в долгой и трудной борьбе с преступностью. Город нуждался в помощи, но правительство не могло справиться с поддержанием порядка на улицах. Поэтому был предложен проект закона, дающий частным корпорациям право сформировать их собственную полицию — силы безопасности, а они, в свою очередь, должны предоставить защиту компаниям и гражданам города. Этот законопроект был принят, и так был установлен новый порядок поддержания законности. Джон Блейд должен разгадать серию таинственных похищений. Пока он копается в безжалостном подземном мире города, раскрывается сложная тайна; В самом сердце корпорации SinTEK и её лидера, безжалостной и прекрасной Элексис Синклер. Блестящий биохимик, Синклер не остановится ни перед чем, чтобы достигнуть своей цели: плана, который может вызвать следующий шаг человеческой эволюции — или заклинание обречено для человечества.

## Производство и релиз
Режиссёр Ясунори Урата, снимала Phoenix Entertainment, премьера состоялась 24 октября 2000 года. Сюжет хотя и основан на игре, но есть и существенные отличия. Например, один из главных героев игры — хакер JC (Джей Си) — был убит в самом начале фильма. лицензиатом в США стала ADV Films, а в Австралии и Новой Зеландии лицензией занималась Madman Entertainment. Фильм был выпущен на VHS и DVD в 2000 году в Японии и США. Специальный выпуск DVD был выпущен в 2003 году с дополнительными функциями. В 2009 году фильм был переиздан на DVD.